# Théâtre de la Rue Saint-Pierre

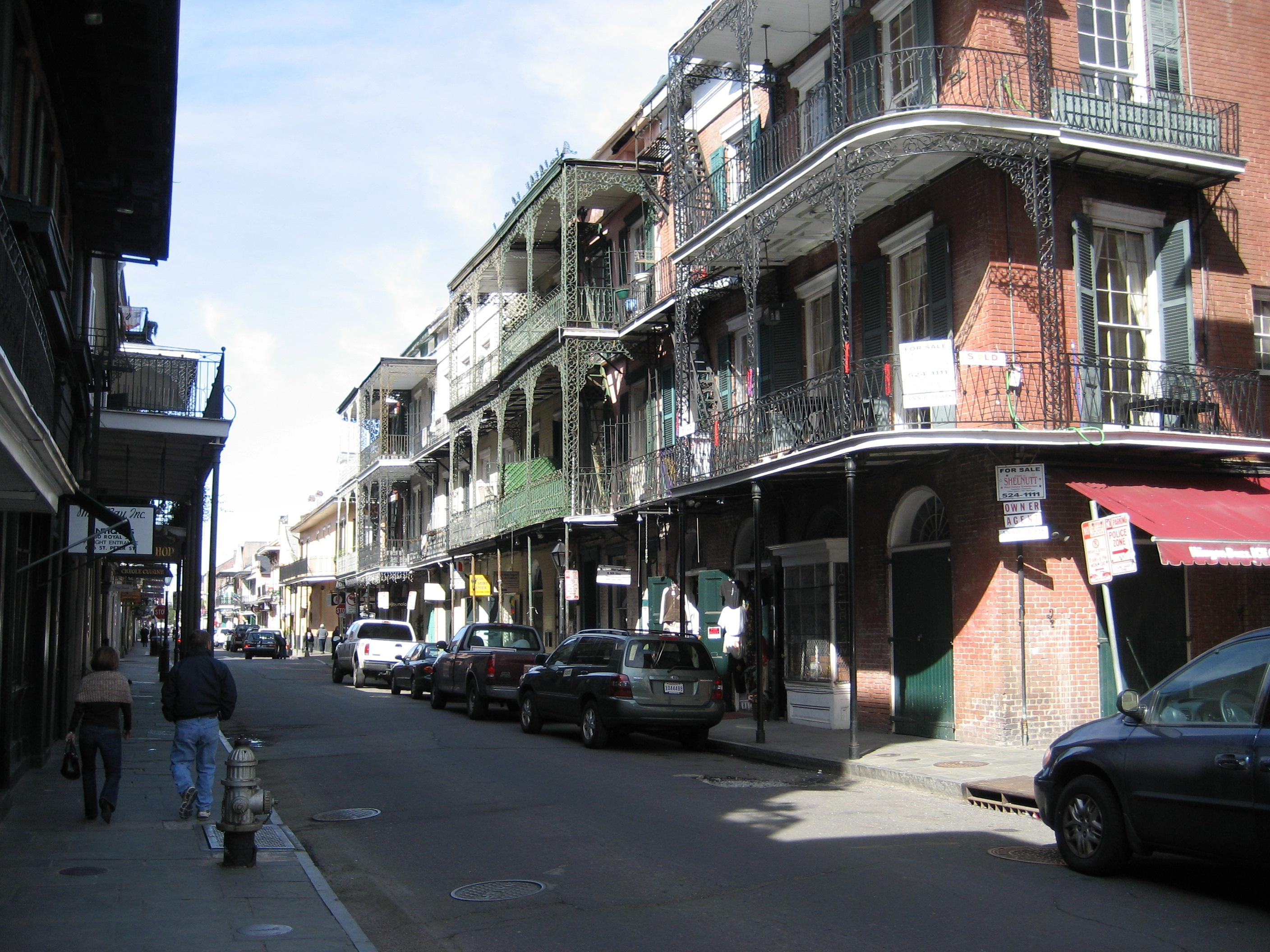
La rue Saint-Pierre à La Nouvelle-Orléans.

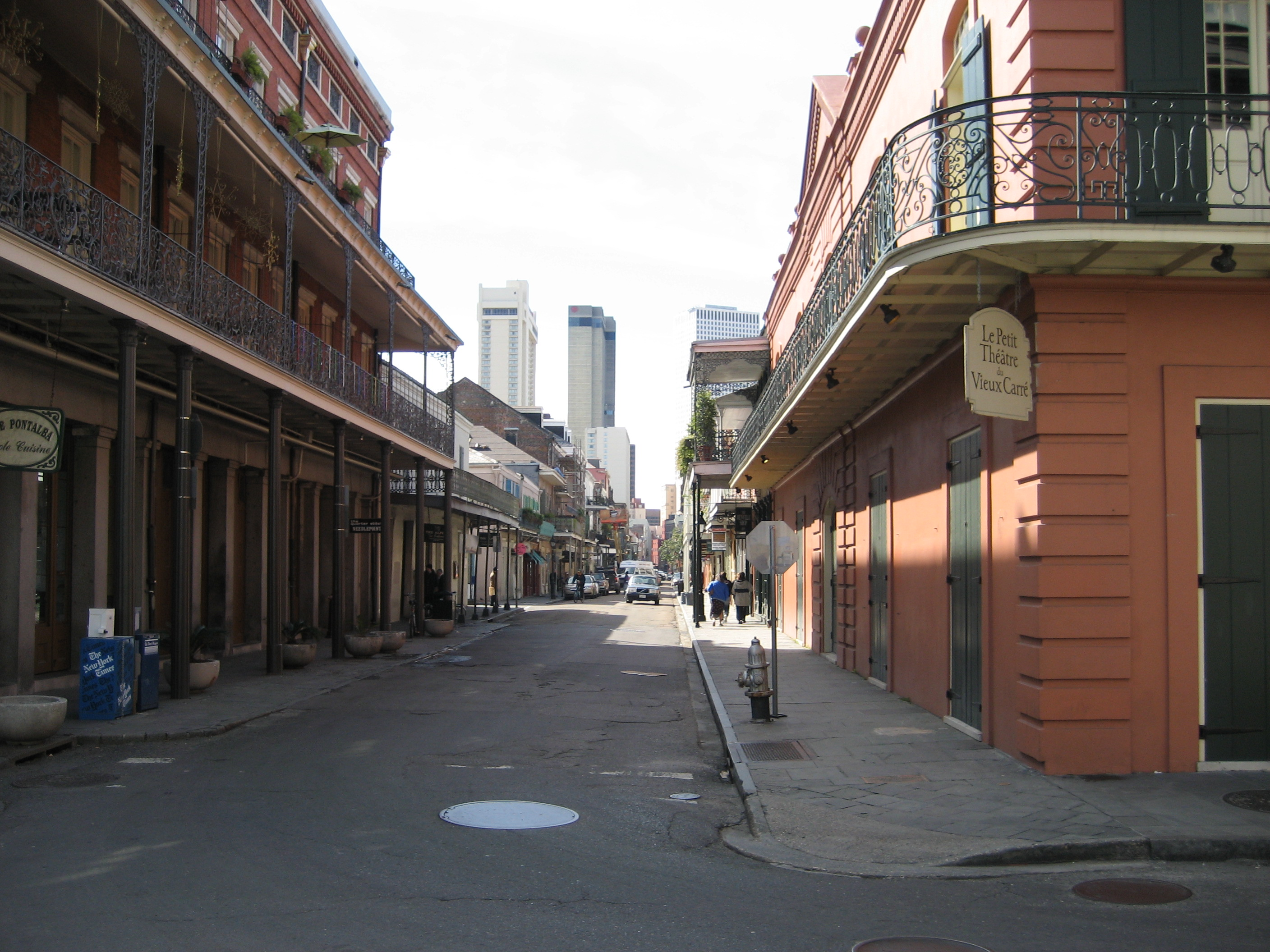
Le Petit Théâtre du Vieux Carré à l'angle de la rue Saint-Pierre et de la rue Chartres à La Nouvelle-Orléans.

Le théâtre de la Rue Saint-Pierre est le premier théâtre ouvert à La Nouvelle-Orléans en 1792 à l'époque de la Louisiane française. Il fut une scène de représentations théâtrales de langue française.

## Historique
Le théâtre de la Rue Saint-Pierre était un bâtiment construit en bois du pays situé dans le centre-ville de La Nouvelle-Orléans, donnant sur la rue Saint-Pierre dans le quartier du Vieux carré. Le gouverneur de la Louisiane française, Carondelet, impulsa une politique culturelle tout en développant l'amélioration et le confort des Louisianais, comme l'installation de l'éclairage des rues.
Parmi les troupes de comédiens qui jouèrent sur la scène de ce théâtre, bon nombre d'entre eux venaient de l'île de Saint-Domingue, en raison de la guerre civile entre les esclaves haïtiens révoltés et l'armée coloniale française intervenant dans la colonie de Saint-Domingue.
Le théâtre fonctionna jusqu'en 1800, puis ferma pour travaux et rouvrit en 1802. On y présenta des pièces tragiques, des comédies et de l'opéra, notamment Silvain d'André Grétry. La cantatrice et prima donna Jeanne-Marie Marsan interpréta les principaux rôles de ces spectacles jusqu'en 1800.
Afin de diversifier ses recettes, le directeur du théâtre, Jean Baptiste Le Sueur Fontaine accepta la proposition des actionnaires du théâtre, de permettre au théâtre d'être également une salle de jeu, sorte de casino. Il obtint une autorisation de jeu pour financer le théâtre. 
Le théâtre continua son activité après la vente de la Louisiane aux États-Unis. Il périclita durant la seconde moitié du XIXe siècle avec la diminution du nombre de Francophones louisianais. Au XXe siècle, une association louisianaise, fonda un nouveau théâtre, dans la même rue, avec une dénomination française : « Le Petit Théâtre du Vieux Carré ».